# Micromorphus shamshevi
Micromorphus shamshevi är en tvåvingeart som beskrevs av Negrobov 2000. Micromorphus shamshevi ingår i släktet Micromorphus och familjen styltflugor.
Artens utbredningsområde är Ukraina. Inga underarter finns listade i Catalogue of Life.